# Prionus rhodocerus
Prionus rhodocerus là một loài bọ cánh cứng trong họ Cerambycidae.